# Christopher Saint Booth
 Christopher Saint Booth, également connu sous le nom de Christopher David Booth (né le 19 février 1959)[réf. à confirmer], est un cinéaste qui a réalisé plusieurs documentaires sur les fantômes et les exorcismes, souvent en collaboration avec son frère jumeau, Philip Adrian Booth.
Dans les années 1970, il remplace Bryan Adams en tant que chanteur du groupe Sweeney Todd, dans lequel son frère aîné John était le batteur[réf. à confirmer]. Il a donné plusieurs concerts avec le groupe.
Dans les années 1980, il collabore avec Phillip pour créer une chanson pour le film pornographique Angels of Passion sorti en 1986, qui est devenu un exemple populaire de Lostwave après qu'un court extrait de la chanson a été téléchargé sur WatZatSong en 2021 et que sa recherche est devenue un phénomène Internet. En avril 2024, la chanson a été identifiée comme « Ulterior Motives »,.

## Discographie

### Sous le nomChristopher Saint

#### Albums studio
- Elysium (2020)
- SkyPolar (2024)
- Ulterior Motives (The Lost Album) (sous le nom de groupe Who's Who) (2024)[7]

#### Singles
- YOU AND ME GOT THE RIGHT CHEMISTRY (Remastered) (sous le nom de groupe Who's Who) (2024)

#### Bandes sonores
- Spooked: The Ghosts of Waverly Hills Sanatorium (2006)
- Children of the Grave (2010)
- The Possessed (2010)
- DarkPlace (2010)
- The Haunted Boy: The Secret Diary of the Exorcist (2010)
- Soul Catcher (2011)
- Children of the Grave 2 (2012)
- Dead Still (2016)
- The Attached (with Philip Adrian Booth) (2021)

### Sous le nomChristopher Saint Booth
- Paranoia Audio Experience (2016)